# Sancho Ordóñez
Sancho Ordóñez, Sancho anche in spagnolo, in asturiano, in portoghese e in galiziano Sanç, in catalano (895 – Sahagún, 929), fu re di Galizia dal 926 al 929.

## Origine
Sancho, secondo la Historia del Real Monasterio de Sahagún era il figlio primogenito del re di León Ordoño II e di Elvira Menendez, figlia del conquistatore di Coimbra (876), il conte galiziano di Porto, Ermenegildo Gutierrez ed Ermessinda Gatonez, come riporta il Diccionario biográfico español, Real Academia de la Historia.

Ordoño II di León, secondo il Chronicon de Sampiri era il figlio secondogenito del re delle Asturie, Alfonso III il Grande e di Jimena Garcés, (848-912), che, molto probabilmente, anche se il Codice di Roda non la elenca tra i figli di García I, era figlia del re di Pamplona, García I Íñiguez, come viene confermato dalla Historia del Real Monasterio de Sahagún, e della prima moglie, Urraca, che secondo alcune fonti, tra cui lo storico Jaime de Salazar y Acha, era la figlia di Musà ibn Musà ibn Fortún, il capofamiglia dei Banu Qasi. Ma secondo altre fonti era di stirpe reale: Rodrigo Ximénez de Rada, vescovo di Toledo e storico, scrisse che García sposò "Urracam, de Regio semine".
Lo storico genealogista basco, Jean de Jaurgain (1842–1920), nel suo la Vasconie interpretò la frase (Urracam, de Regio semine), nel senso che anche Urraca discendeva dalla stirpe ducale di Guascogna ed era figlia di Sancho II.

## Biografia
Nel 924, alla morte del padre, mentre Sancho combatteva contro il fratello, Alfonso, per la successione, come riporta lo storico Rafael Altamira, lo zio Fruela usurpò loro il trono del Leon e Galizia, riunendolo al regno delle Asturie.
Alla morte di Fruela II, un anno dopo, il figlio di quest'ultimo, Alfonso Froilaz, si dichiarò re e incoronato, ma Sancho, in quanto figlio di Ordoño II, reclamò il trono, che era stato usurpato dallo zio e, dopo poche settimane, assieme ai fratelli, Alfonso e Ramiro, e con l'aiuto del suocero di Alfonso, il re di Navarra, Sancho I, come riporta la Storia della Bardulia sconfissero Alfonso Froilaz.
Sancho rinunciò al trono in favore del fratello secondogenito, Alfonso Ordóñez, che divenne il nuovo re del León, e fu incoronato come Alfonso IV di León, assumendo il numerale IV, escludendo così Alfonso Froilaz dai re di León.
Una volta battuto, pur continuando a proclamarsi re del León, Alfonso Froilaz si ritirò in Galizia e poco dopo fu costretto a ritirarsi nelle Asturie, dove governò con il titolo di re, mentre sul trono di Galizia saliva Sancho Ordóñez, che concedette la parte meridionale del regno al fratello, Ramiro.

Secondo il Diccionario biográfico español, Real Academia de la Historia, Alfonso governò solo la parte orientale delle Asturie, detta Asturias de Santillana, che si estendeva sino alla Cantabria, nella zona di Santillana del Mar.

Quindi, nel 926, dopo che Sancho e Ramiro ebbero sconfitto Alfonso Froilaz, il regno fu diviso tra i tre fratelli:
- Alfonso fu confermato re di León
- Sancho governò il nord della Galizia sino al fiume Minho (Miño in Galiziano e Spagnolo), attribuendosi il titolo di re di Galizia.
- Ramiro, governò il sud della Galizia, dal fiume Minho al confine con al-Andalus.

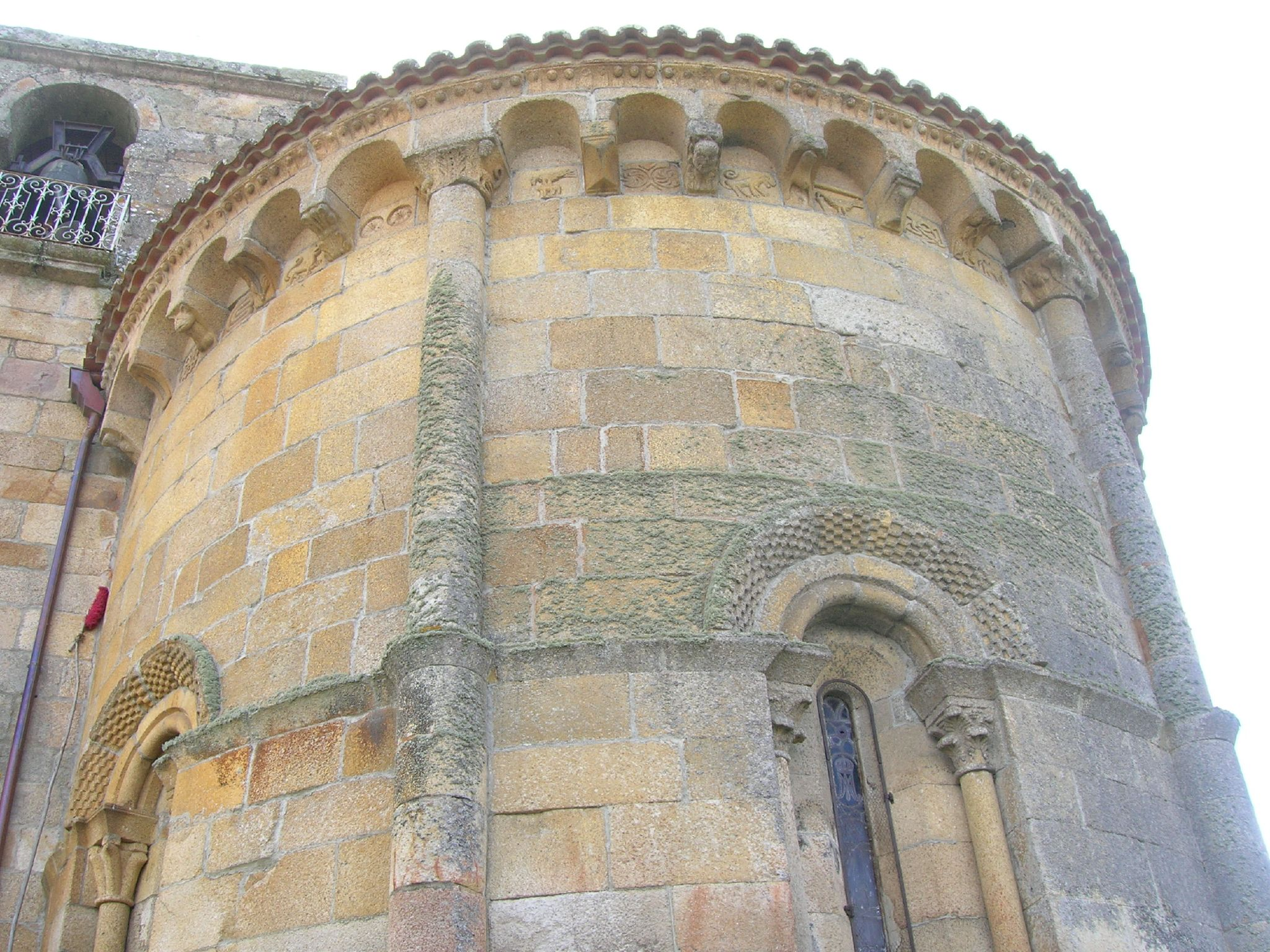
Abside della chiesa di Santa Maria a Castrelo de Miño dove il re Sancho e la regina Goto furono sepolti.

Nel documento n° L della Historia de la Santa A. M. Iglesia de Santiago de Compostela, Tomo II, datato agosto 927, Sancho si cita come re di Galizia.

In un secondo documento della España sagrada, Volume 19, datato settembre 927, Sancho si cita ancora come re di Galizia.
Mentre in altri due documenti successivi, oltre a Sancho (Sancius rex confirmo) viene citata anche la moglie, Goto (Goto regina confirmo) documento n° LI della Historia de la Santa A. M. Iglesia de Santiago de Compostela, Tomo II, datato novembre 927;

e il documento della España sagrada, Volume 19, datato dicembre 927.
Il regno di Sancho durò solo tre anni, e, nel 929, alla sua morte, il regno fu nuovamente incorporato nel regno di Leon da Alfonso IV.

Secondo il Diccionario biográfico español, Real Academia de la Historia, Sancho morì tra il mese di giugno ed il mese di agosto del 929 e fu sepolto nella chiesa di santa Maria a Castrelo de Miño.

### Matrimonio e discendenza
Nel 927, Sancho sposò Goto Muñoz, figlia di Munio Gutierrez e Elvira Arrias.
Goto compare citata in due documenti, nei mesi di novembre e di dicembre, di quello stesso anno.

Goto morì dopo il 963, anno in cui viene citata in un documento.

Sancho da Goto non ebbe figli e non risulta altra discendenza.

## Ascendenza
|                           |   |                  | Genitori               |  |  | Nonni |  |  | Bisnonni               |  |  | Trisnonni              |  |
|                           |   |                  |                        |  |  |       |  |  | Ordoño I delle Asturie |  |  | Ramiro I delle Asturie |  |
|                           |   |                  |                        |  |  |       |  |  | Ordoño I delle Asturie |  |  | Ramiro I delle Asturie |  |
|                           |   | Urraca           |                        |  |  |       |  |  | Ordoño I delle Asturie |  |  |                        |  |
| Alfonso III delle Asturie |   |                  |                        |  |  |       |  |  | Ordoño I delle Asturie |  |  |                        |  |
|                           |   | Munia            | …                      |  |  |       |  |  |                        |  |  |                        |  |
|                           |   | Munia            | …                      |  |  |       |  |  |                        |  |  |                        |  |
|                           |   | Munia            | …                      |  |  |       |  |  |                        |  |  |                        |  |
| Ordoño II di León         |   | Munia            |                        |  |  |       |  |  |                        |  |  |                        |  |
|                           |   | García I Íñiguez | Íñigo I Íñiguez Arista |  |  |       |  |  |                        |  |  |                        |  |
|                           |   | García I Íñiguez | Íñigo I Íñiguez Arista |  |  |       |  |  |                        |  |  |                        |  |
|                           |   | García I Íñiguez | Onneca Velásquez       |  |  |       |  |  |                        |  |  |                        |  |
| Jimena di Pamplona        |   | García I Íñiguez |                        |  |  |       |  |  |                        |  |  |                        |  |
|                           |   | Urraca           | …                      |  |  |       |  |  |                        |  |  |                        |  |
|                           |   | Urraca           | …                      |  |  |       |  |  |                        |  |  |                        |  |
|                           |   | Urraca           | …                      |  |  |       |  |  |                        |  |  |                        |  |
| Sancho Ordóñez            |   | Urraca           |                        |  |  |       |  |  |                        |  |  |                        |  |
|                           | … | …                |                        |  |  |       |  |  |                        |  |  |                        |  |
|                           | … | …                |                        |  |  |       |  |  |                        |  |  |                        |  |
|                           | … | …                |                        |  |  |       |  |  |                        |  |  |                        |  |
| Ermenegildo Menéndez      | … |                  |                        |  |  |       |  |  |                        |  |  |                        |  |
|                           |   | …                | …                      |  |  |       |  |  |                        |  |  |                        |  |
|                           |   | …                | …                      |  |  |       |  |  |                        |  |  |                        |  |
|                           |   | …                | …                      |  |  |       |  |  |                        |  |  |                        |  |
| Elvira Menéndez           |   | …                |                        |  |  |       |  |  |                        |  |  |                        |  |
|                           |   | …                | …                      |  |  |       |  |  |                        |  |  |                        |  |
|                           |   | …                | …                      |  |  |       |  |  |                        |  |  |                        |  |
|                           |   | …                | …                      |  |  |       |  |  |                        |  |  |                        |  |
| Ermessinda Gatonez        |   | …                |                        |  |  |       |  |  |                        |  |  |                        |  |
|                           |   | …                | …                      |  |  |       |  |  |                        |  |  |                        |  |
|                           |   | …                | …                      |  |  |       |  |  |                        |  |  |                        |  |
|                           |   | …                | …                      |  |  |       |  |  |                        |  |  |                        |  |
|                           |   | …                |                        |  |  |       |  |  |                        |  |  |                        |  |

### Fonti primarie
- (LA)  Textos navarros del Códice de Roda Archiviato il 31 gennaio 2021 in Internet Archive..
- (LA)  Historia de la Santa A. M. Iglesia de Santiago de Compostela, Tomo II
- (LA)  España sagrada. Volumen 19
- (LA)  España sagrada. Volumen 14

### Letteratura storiografica
- Rafael Altamira, Il califfato occidentale, in L’espansione islamica e la nascita dell’Europa feudale, collana «Storia del mondo medievale», II volume, Milano, Garzanti, 1999  [1979],  pp. 477–515, SBN RAV0065639.
- (ES)  Historia del Real Monasterio de Sahagún
- (FR)  #ES La Vasconie.